# Tratado de Ulm (1620)
O Tratado de Ulm (alemão: Ulmer Vertrag) foi assinado em 3 de julho de 1620 em Ulm entre representantes da Liga Católica e da União Protestante. De acordo com os termos do acordo, a União Protestante declarou sua neutralidade e abandonou seu apoio a Frederico V do Palatinado.
A mediação da diplomacia francesa permitiu a assinatura do tratado com base em dois critérios. Em primeiro lugar, ficou claro que Frederico V do Palatinado (1596-1632) não seria capaz de manter a Boêmia e, em segundo lugar, a vitória dos Habsburgo nesta região permaneceu limitada.

## União Protestante

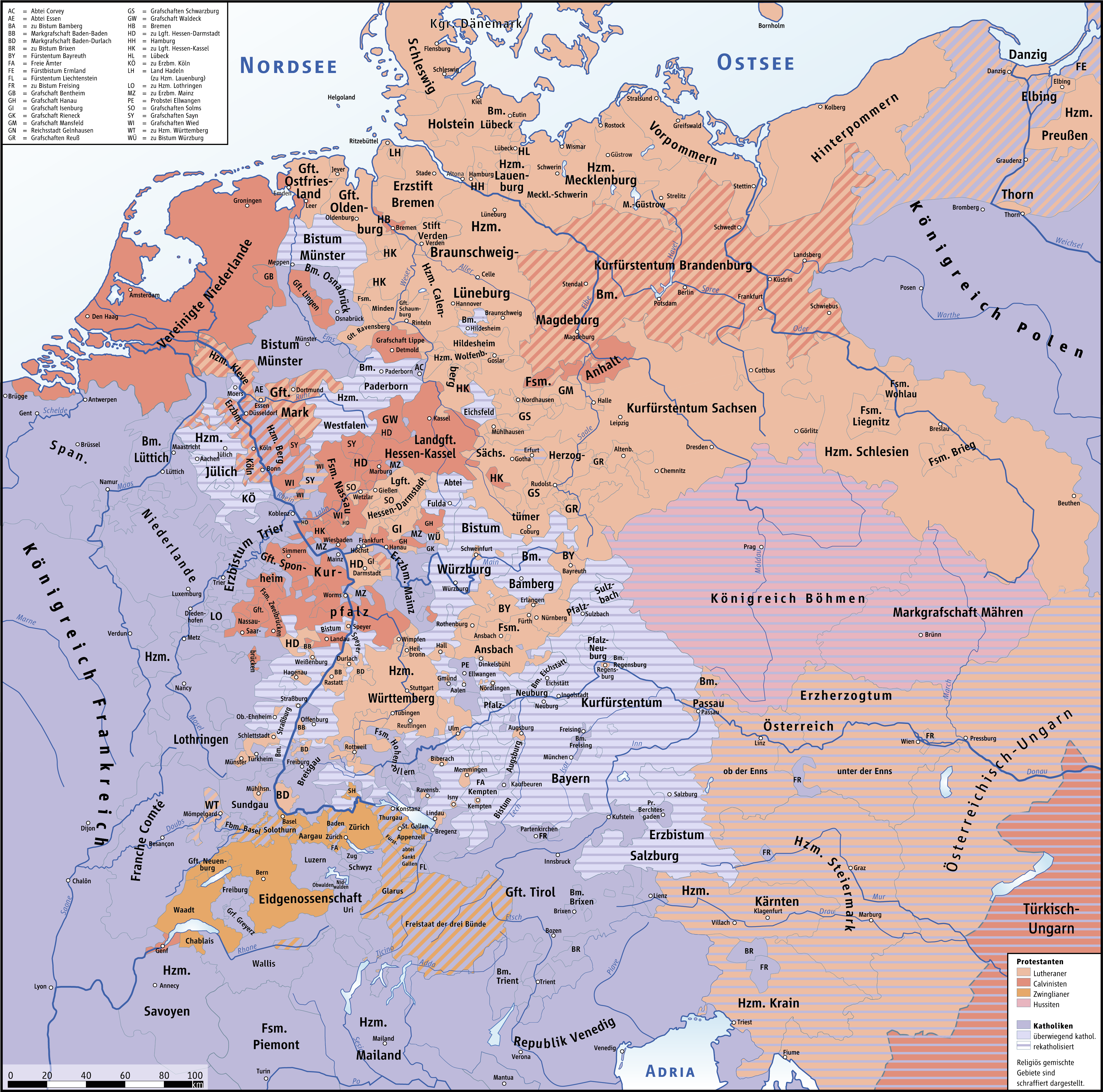
Muitos governantes protestantes não eram membros da União, mais notavelmente o Eleitor da Saxônia. Fragmentação religiosa na Europa Central às vésperas da Guerra dos Trinta Anos, em 1618.

A União Protestante (em alemão:  Protestantische Union), também conhecida como União Evangélica, União de Auhausen, União Alemã ou Partido de Ação Protestante, foi uma coalizão de estados protestantes alemães. Foi formada em 14 de maio de 1608 por Frederico IV, Eleitor Palatino, a fim de defender os direitos, terras e segurança de cada membro. Incluía estados calvinistas e luteranos, e foi dissolvido em 1621.
O sindicato foi formado após dois eventos. Em primeiro lugar, o Sacro Imperador Romano-Germânico Rodolfo II e o Duque da Baviera Maximiliano I restabeleceram o catolicismo em Donauwörth em 1607. Em segundo lugar, em 1608, a maioria da Dieta Imperial decidiu que a renovação da Paz de Augsburgo de 1555 deveria estar condicionada à restauração de todas as terras da igreja apropriadas desde 1552. Os príncipes protestantes se reuniram em Auhausen, e formaram uma coalizão de estados protestantes sob a liderança de Frederico IV em 14 de maio de 1608. Em resposta, a Liga Católica organizou-se no ano seguinte, liderada pelo duque Maximiliano.
Os membros da União Protestante incluíam o Palatinado, Neuburg, Württemberg, Baden-Durlach, Ansbach, Bayreuth, Anhalt, Zweibrücken, Oettingen, Hesse-Kassel, Brandemburgo, e as cidades livres de Ulm, Estrasburgo, Nuremberg, Rothenburg, Windsheim, Schweinfurt, Weissenburg, Nördlingen, Schwäbisch Hall, Heilbronn, Memmingen, Kempten, Landau, Worms, Speyer, Aalen e Gienge.
No entanto, a União Protestante foi enfraquecida desde o início pela não participação de vários poderosos governantes protestantes alemães, notavelmente o Eleitor da Saxônia. A União também foi assolada por conflitos internos entre seus membros luteranos e calvinistas.
Em 1619, Frederico V do Palatinado aceitou a coroa da Boêmia em oposição ao imperador Fernando II. Em 3 de julho de 1620, a União Protestante assinou o Tratado de Ulm (em alemão: Ulmer Vertrag), declarando neutralidade e recusando-se a apoiar Frederico V. Em janeiro de 1621, Fernando II impôs uma proibição imperial a Frederico V e transferiu seu direito de eleger um imperador para Maximiliano. O Palatinado eleitoral também perdeu o Alto Palatinado para a Baviera. A União Protestante se reuniu em Heilbronn em fevereiro e protestou formalmente contra as ações de Fernando. Ele ignorou essa queixa e ordenou que a União Protestante dissolvesse seu exército. Os membros do sindicato atenderam à demanda de Fernando sob o acordo de Mainz em maio, e em 14 de maio de 1621 foi formalmente dissolvido.
Uma nova união separada sem conexão com esta surgiu doze anos depois, a Liga Heilbronn. Aliou alguns estados protestantes no oeste, centro e sul da Alemanha, e lutou contra o Sacro Imperador Romano sob a orientação da Suécia e da França, que eram ao mesmo tempo partes dessa liga.

### Diretrizes da União Protestante
Com a intenção de fortalecer a segurança proporcionada pela Paz de Augsburgo, os protestantes formaram a união em 1608. Seus líderes criaram diretrizes e acordos para viver da seguinte forma:
1. Cada membro manterá de boa-fé com a ordem e seus herdeiros, terra e povo, e ninguém entrará em qualquer outra aliança.
2. Cada membro da união deve manter uma correspondência secreta para informar uns aos outros de todos os assuntos perigosos e ofensivos que possam ameaçar os herdeiros, a terra e o povo uns dos outros, e para isso cada um manterá um bom contato uns com os outros.
3. Sempre que surgirem questões importantes que digam respeito ao bem-estar do sindicato, os membros do sindicato ajudar-se-ão mutuamente com conselhos fiéis, a fim de defender cada um e cada um tanto quanto possível.
4. O desejo da união em questões relativas às liberdades e altas jurisdições dos Eleitores e Estados alemães deve ser apresentado e pressionado nas assembleias subsequentes do Círculo Imperial e Imperial, e não meramente deixado para correspondência secreta entre si.
5. A união não afetará nosso desacordo em vários pontos da religião, mas que, apesar destes, concordamos em apoiar uns aos outros. Nenhum membro deve permitir um ataque a qualquer outro nos livros ou através do púlpito, nem dar causa a qualquer violação da paz, ao mesmo tempo em que deixa intocados os direitos de disputa do teólogo para afirmar a palavra de Deus.
6. Se um dos membros do sindicato for atacado, os membros restantes do sindicato virão imediatamente em seu auxílio com todos os recursos do sindicato.

### Linha do tempo
Em 1555, a Paz de Augsburgo foi assinada por Carlos V e príncipes luteranos. Este tratado dava aos príncipes católicos romanos e luteranos a liberdade de decidir a religião sob a qual seu respectivo estado estaria, mas não dava tal proteção aos príncipes calvinistas. Em 1608, príncipes protestantes formaram a aliança conhecida como União Protestante. No ano seguinte, foi criada a Liga Católica. Em 1610, a União interveio na Guerra da Sucessão Jülich. Em 1618, a Guerra dos Trinta Anos começou com a eclosão da Revolta da Boêmia. Frederico V, Eleitor Palatino, aceitou a coroa da Boêmia no ano seguinte. A União declarou sua neutralidade no conflito entre Frederico e a Liga Católica no Tratado de Ulm de 1620. A União se dissolveu no ano seguinte.